# Ragnhild d'Ailly
Ragnhild Cornelia Nicolina d'Ailly (Amsterdam, 24 oktober 1897 – Stuttgart, 1 juli 1951) was een Nederlandse textielkunstenaar. Ze specialiseerde zich in batikken, een artistieke techniek uit Indonesië waarmee patronen worden gecreeërd met was en verf op textiel. Ze staat bekend om haar kleurrijke en decoratieve ontwerpen, die een caleidoscopisch en psychedelisch effect hebben.

## Leven en werk
D'Ailly groeide op in een academisch milieu in Amsterdam en tekende veel als kind. Na haar eindexamen aan de meisjes-HBS te hebben gehaald, ging ze als autodidact aan het werk. Ze leerde batikken tijdens haar verblijf bij familie in München, waar ze tussen 1915-1930 woonde aan de Wittelsbacherplatz 2. Ze deelde daar een atelier met haar stiefvader en werd geassisteerd door haar twee zussen Goswina en Antoinette.
Naast grote wanddoeken, maakte D'Ailly tafelkleden, theekleden, pianokleden en sjaals, voor in het interieur of om te dragen. Ze werkte zonder schets of voortekening direct met de tjanting op het doek. Haar composities zijn strikt symmetrisch en bestaan uit organische vormen zoals planten en schelpen, geïnspireerd op Javaanse batiks en toneelkarakters die ze in het Hoftheater in München had gezien. Daarnaast tekende ze ook kostuums voor het toneel. Hoewel gedempte kleuren kenmerkend zijn voor haar vroege werk, gebruikte ze vanaf het midden van de jaren twintig lichtere en heldere kleuren. Ze gaf haar werk geen titels maar signeerde sommige wel met "RA". Haar werk past bij de art deco-stijl.
Vanaf 1930 stopte ze met het maken van kunst en sloot ze zich als Gemeindehelferin aan bij de antroposofische De Christengemeenschap, waar ze al sinds 1922 bij betrokken was. Ze liet een groot oeuvre van meer dan 1.000 doeken na.

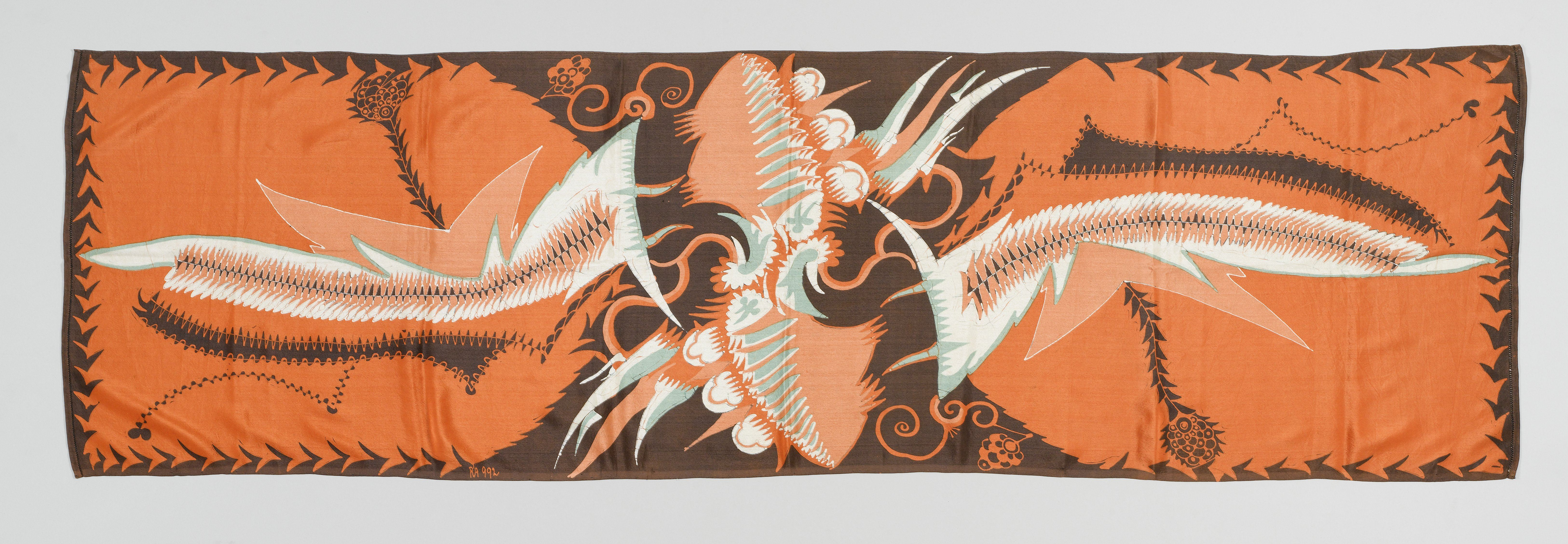
Langwerpige sjaal van zijden crêpe georgette gebatikt in bruin, oranje, groen en beige met een gestileerd floraal motief

Van 1918 tot 1929 was D'Ailly stemgerechtigd lid van de Nederlandsche Vereeniging voor Ambachts- en Nijverheidskunst (V.A.N.K.). Tijdens haar leven exposeerde ze veel, onder meer bij de Deutschen Werkstätten en Kunstgebewerbeverein in 1918, maar vooral en regelmatig in Nederland, bijvoorbeeld bij De Kerkuil, De Distel en de toonzaal van Willem Brok in Hilversum. Volgens Marjan de Groot en Hanneke Oosterhof kon ze leven van de verkoop van haar kunst.
De wandkleden die D'Ailly bij deTentoonstelling van kunstnijverheid en van volkskunst in 1918 in Rotterdam tentoonstelde werden lovend gerecenseerd. Ita Kreunen-Mees schreef over haar werk in De Vrouw en haar Huis: 
"De vormen en kleuren van haar werk zijn iets geheel aparts en oorspronkeliks [sic], het lijkt op geen enkel ander. 't Allermooiste zijn misschien wel de grote doeken, sjaals, vleugelkleeden, waar grote vlakken en lijnen de fijn uitgewerkte kleinere motieven afwisselen. Eigenlik [sic] kan men 't niet zo ontleden, het ene gaat als vanzelf in 't andere over, alles is natuurlijk en ongewrongen."
Naast waardering klonken er ook negatievere geluiden: "Daar waar zij brutaler wordt, minder vrouwelijk ook [...], is het direct gevolg aan al te lijn- drukke en kleur-wilde versiering," bekritiseerde Otto van Tussenbroek haar in een artikel in De Groene Amsterdammer.
Het Stedelijk Museum Amsterdam bezit drie werken van D’ Ailly, waaronder een sjaal van zijde uit 1928.
- Biografisch Portaal: 74438883
- RKD-Nederlands Instituut voor Kunstgeschiedenis: 743
- Union List of Artist Names: 500752221
- Virtual International Authority File: 36164294777008410903